# Le Diable dans la ville blanche
Le Diable dans la ville blanche (titre original : The Devil in the White City: Murder, Magic, and Madness at the Fair That Changed America) est un récit historique écrit par Erik Larson, il est écrit avec les codes du roman policier. L'histoire repose sur des faits et des personnages authentiques. Best-seller aux États-Unis, il s'est vendu à plus de deux millions d'exemplaires. L'acteur américain Leonardo DiCaprio a acheté les droits d'adaptation audiovisuelle en 2010.

## Résumé
À Chicago, l’exposition universelle de 1893 est l’occasion pour les États-Unis de montrer leur puissance au reste du monde. Au cœur de cet événement sans précédent, le célèbre architecte Daniel H. Burnham, créateur du premier gratte-ciel (le Montauk Building), à qui revient la tâche de créer une cité de rêve, la Ville blanche. On attend près de 30 millions de visiteurs, de nombreuses personnalités, parmi lesquelles Harry Houdini, Frank Lloyd Wright ou Thomas Edison.
Mais, dans l’ombre de l’Exposition, une autre figure accomplit de bien plus noirs desseins : H. H. Holmes, un jeune pharmacien apparemment bien sous tous rapports, en réalité l’un des tueurs en série les plus terrifiants de l’histoire du crime. Profitant de l’événement, il va lui aussi être à l’origine d’une construction insensée : un hôtel entièrement dévolu au service de ses pulsions meurtrières, véritable château de Barbe bleue, comprenant chambre de torture et four crématoire.

## Protagonistes

### Burnham et ses collaborateurs
- Daniel Burnham : architecte en chef de l'exposition universelle de Chicago.
- John Wellborn Root : architecte associé à Burnham.
- George Washington Gale Ferris Jr. : créateur de la première grande roue lors de l'exposition.
- Louis Sullivan : associé à la première génération de gratte-ciel américain, il est l'un des maîtres de l'école de Chicago en architecture.
- Richard Morris Hunt : premier architecte américain mondialement connu, il diffusa les préceptes de l'Académie des beaux-arts dans son pays et reçut la Légion d'honneur en France pour la conception du piédestal de la statue de la Liberté.
- Charles Follen McKim : il forma le fameux cabinet McKim, Mead, and White qui a été à l'origine de nombreux projets dans l'Est des États-Unis au début du XXe siècle.
- Frederick Law Olmsted : architecte paysagiste qui dessina, entre autres, Central Park à New York.
- George Browne Post : connu pour avoir dessiné le bâtiment de la Bourse de New York, le City College of New York, ou encore le New York World Building qui fut le plus haut bâtiment du monde entre 1890 et 1894.

### Holmes et son entourage

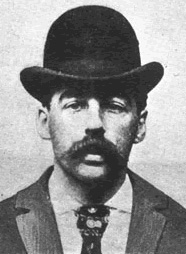
Photographie de Henry Howard Holmes, reprise d'un journal de 1895.

- Herman Webster Mudgett (alias docteur H. H. Holmes) : un tueur en série qui usa de son charme pour escroquer et assassiner ses victimes. Il construit un hôtel durant l'exposition universelle de 1893 à Chicago où il construit une chambre à gaz, une table de dissection et un crématorium. Holmes revendait les squelettes de ses victimes aux facultés de médecine.
- Clara A. Lovering : première femme d'Holmes.
- Myrta Z. Belknap : seconde femme d'Holmes.
- Lucy Holmes : fille d'Holmes et de Myrta.
- Georgiana Yoke : troisième femme de Holmes.
- Julia Smythe : employée et concubine d'Holmes ; épouse de Ned Connor.
- Ned Connor : employé d'Holmes.
- Benjamin Pitezel : associé et victime d'Holmes.
- Howard Pitezel : fils de Benjamin Pitezel, enlevé et assassiné par Holmes.
- Frank Geyer : policier chargé de l'enquête pour retrouver les enfants de Pitezel après l'emprisonnement d'Holmes pour fraude.

### Autres personnages
- Carter Harrison, Sr : maire de Chicago, assassiné durant les derniers jours de l'exposition universelle de 1893.
- Patrick Pendergast : assassin du maire Carter Harrison.

## Prix américains
- 2003 National Book Award Finalist for Nonfiction
- 2003 Shortlist for CWA Gold Dagger for Non-Fiction
- 2004 Prix Edgar-Allan-Poe Winner for Best Fact Crime